# اروان لو پشو
اروان لو پشو (فرانسوی: Erwann Le Péchoux‎؛ زادهٔ ۱۳ ژانویهٔ ۱۹۸۲) شمشیرباز اهل فرانسه است.